# 穆什卡蒂夫卡
48°48′32″N 26°5′57″E / 48.80889°N 26.09917°E

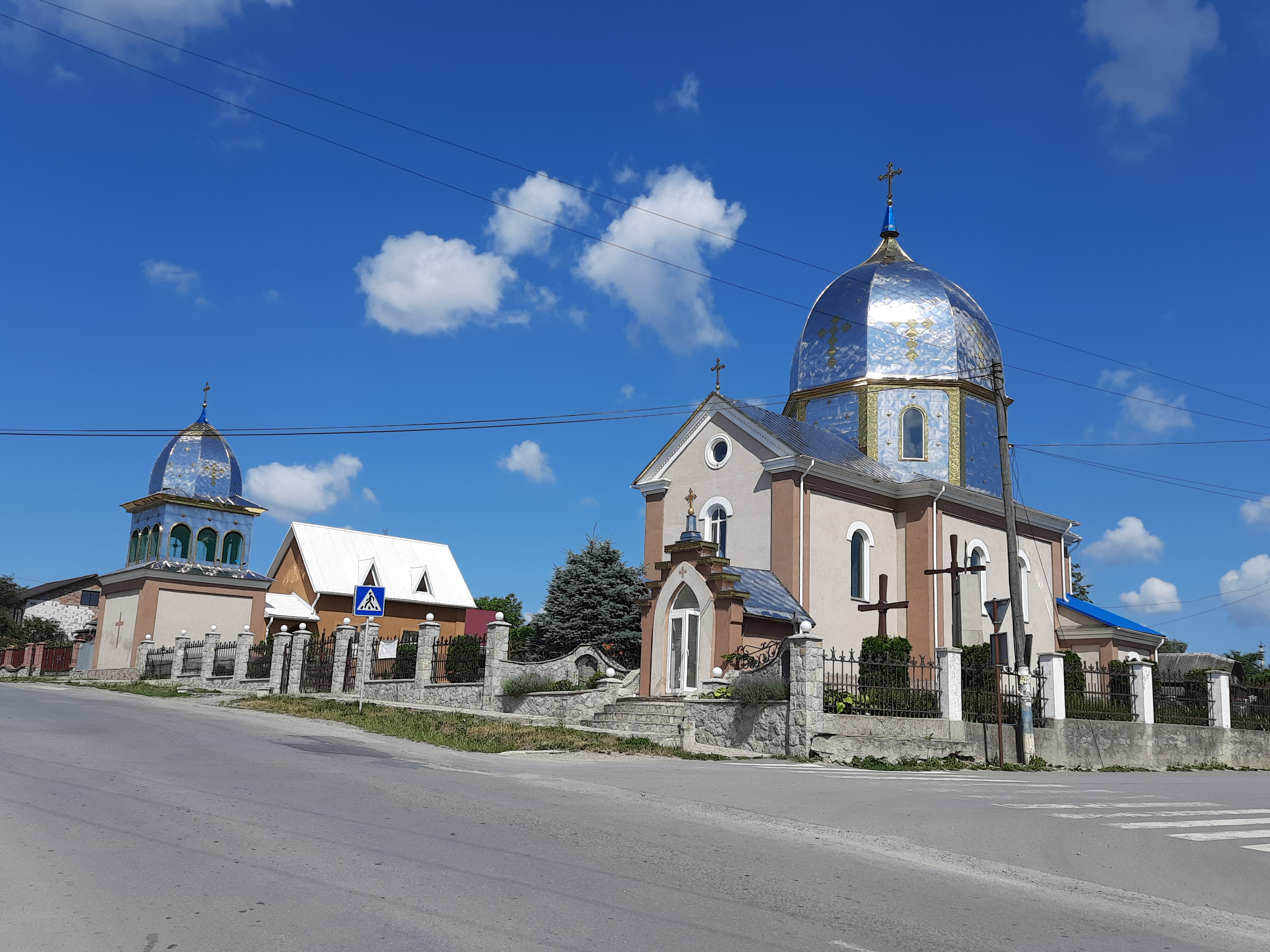

穆什卡蒂夫卡（烏克蘭語：Мушкатівка）是烏克蘭的村落，位於該國西部捷爾諾波爾州，由喬爾特基夫區負責管轄，距離齊哈內4公里，面積4.07平方公里，2001年人口1,166。